# Rockingham (Australia)
Rockingham è un sobborgo situato nell'area metropolitana di Perth, in Australia Occidentale; esso si trova a sud-sud-ovest del centro cittadino ed è la sede della Città di Rockingham. Al censimento del 2006 contava 12.966 abitanti.